# Braunsophila nubeculipennis
Braunsophila nubeculipennis är en tvåvingeart som beskrevs av Krober 1931. Braunsophila nubeculipennis ingår i släktet Braunsophila och familjen stilettflugor. Inga underarter finns listade.